# Сфера Ебаста
Сфèра Ебàста (на италиански: Sfera Ebbasta), псевдоним на Джонàта Боскèти (на италиански: Gionata Boschetti; * 7 декември 1992 в Сесто Сан Джовани, Италия) е италиански рапър, автор на песни и музикален продуцент.
Става известен благодарение на издаването на албума си XDVR, записан в сътрудничество с италианския музикален продуцент Чарли Чарлз, постигайки добър успех в Италия. Този успех се повтаря с излизането на албумите Sfera Ebbasta (2016) и Rockstar (2018), последният от които му позволява да стане първият италианец, който влиза в Световния топ 100 на стрийминг платформата Спотифай. През 2020 г. е изпълнителят, продал най-много записи в Италия през десетилетието 2010 – 2019 г. Към 2023 г. държи и рекорда за най-голям брой песни, поставени на първо място в Топ сингли на Италия.

## Биография

### Ранни години
Роден е в град Сесто Сан Джовани близо до Милано, Северна Италия. Родителите му се разделят две години след това (баща му умира през 2006 г.). Детските си години прекарва главно в град Чинизело Балсамо, въпреки че се мести около 10 пъти с майка си Валентина и сестра си Андреа. Скъсан е в шести клас и напуска училище в първата година в гимназията (9-ти клас). След това се опитва да работи като електротехник и доставчик на пица.
През тийнейджърските си години започва да слуша различни хип-хоп изпълнители като Еминем, Фифти Сент, Гучи Мейн, Клуб Дого и Джемели Диверси.

### Първи издания (2011 – 2013)
Започва музикалния си бизнес, като качва видеоклипове в Ютюб между 2011 и 2012 г., без успех. През това време се запознава с продуцента Чарли Чарлз на парти на Hip Hop TV. Така се формира колективът Billion Headz Money Gang, по-известен с акронима BHMG.
На 15 септември 2013 г. излиза микстейпът Emergenza Mixtape Vol. 1 с 18 песни, разпространяван безплатно от Уайтфлай Рекърдс.

### АлбумXDVR(2014 – 2016)
От ноември 2014 г. Сфера Ебаста продуцира няколко парчета в сътрудничество с Чарли Чарлз и ги публикува в Ютюб със съответните им видеоклипове. След пускането на песента Panette с него започват да се свързват звукозаписни компании.
На 11 юни 2015 г. дебютира с албума XDVR, направен заедно с продуцента Чарли Чарлз и съставен от някои от песните, публикувани през предходните месеци, а други са неиздавани. Първоначално даден за безплатно изтегляне, албумът е преиздаден в презаредена версия на 23 ноември чрез Рок Мюзик – независим звукозаписен лейбъл на италианския рапър Маракеш и аржентинския диджей Шабло, и разпространен в италианските вериги за продажба. В допълнение към песните, които вече присъстват в оригиналния списък с песни, рапърът включва неиздадените XDVRMX (с Маракеш и Люшè), Ciny (от който е заснет и видеоклип) и Trap Kings. Албумът се радва на успех в ъндърграунда и значително увеличава популярността на трап музиката в Италия. Той получава отлични отзиви от специализираната критика, но също така е и обект на множество критики, т. к. различни негови песни, говорещи за живота в предградията и уличната реалност на Чинизело Балсамо, включват препратки към престъпна дейност и употреба на наркотични вещества като кодеин и марихуана.
На 20 януари 2016 г. в Ютюб излиза видеоклипът на неиздадената песен Blunt & Sprite. През 2016 г. музикантът участва в парче от албума Anarchie на френския рапър SCH, който е впечатлен положително от парчетата на рапъра по време на престоя си в Италия: осъществява песента Cartine Cartier, продуцирана от Чарли Чарлз и DJ Коре, извлечена като промо сингъл от албума.

### АлбумSfera Ebbasta(2016 – 2017)
На 9 септември 2016 г. рапърът издава първия си самостоятелен студиен албум – едноименният Sfera Ebbasta, разпространен от голямата звукозаписна компания Юнивърсъл (в сътрудничество с Деф Джем) и предшестван от синглите BRNBQ (сертифициран със златен диск за над 25 хил. продадени копия в Италия), Cartine Cartier и Figli di papà („Мамини синчета“), като последният е сертифициран платинен за продадени над 50 хил. копия. В албума си рапърът се отдалечава от по-гангста темите на XDVR и се насочва към по-обширна тематика.
Подкрепен от промоция и на телевизионно ниво с участието на рапъра в предавания като токшоуто „Матрикс Киамбрети“ (Matrix Chiambretti) по Canale 5 и в радиопредаването Albertino Everyday, водено от Албертино по Радио Диджей, дискът постига отличен успех в Италия, дебютира на върха на Класацията на албумите и също така влиза в класациите на различни европейски страни, и е сертифициран със злато от FIMI за над 25 хил. продадени копия. Между октомври 2016 г. и март 2017 г. рапърът популяризира албума си чрез турнето Sfera Ebbasta, изпълнявайки в различни италиански градове.

### АлбумRockstar(2017 – 2019)
На 10 март 2017 Сфера Ебаста издава неиздавания сингъл Dexter, продуциран от Чарли Чарлз и Сик Люк. В същия период участва в сингъла Bimbi на Чарли Чарлз заедно с рапърите Ици, Еркоми, Тедуа и Гали. Впоследствие взима участие в Наградите на Ем Ти Ви Италия 2017 г. и в Музикалните награди Уинд 2017 г., по време на които представя друга своя неиздадена песен – Tran Tran, издадена на 9 юни за цифрово изтегляне.
На 22 септември същата година излиза сингълът Lamborghini на Гуе Пекеньо от албума му Gentleman, който вижда вокалното участие на Сфера Ебаста. Сингълът има добър успех в Италия, достигайки върха на Топ синглите.
На 3 януари 2018 г. рапърът обявява втория си студиен албум Rockstar, отново продуциран от Чарли Чарлз и издаден на 19 януари. Дискът е пуснат на пазара в италиански и международни издания, като второто се характеризира със сътрудничеството на различни изпълнители като Тайни Темпа и Рич дъ Кид, и дебютира на върха на Класацията за албумите на FIMI. В същото време всичките 11 песни завладяват първите дванадесет позиции на Топ сингли (с изключение на сингъла Perfect на Ед Шийрън, който е на шеста позиция). Благодарение на успеха на албума рапърът става и първият италиански изпълнител, който се класира сред първите сто в световната ранглиста, съставена от Spotify.
На 13 март рапърът, заедно с Чарли Чарлз, обявяват основаването на звукозаписния лейбъл BillionHeadz Music Group. На 4 май е пуснат неиздаваният сингъл Peace & Love, в който участва и рапърът Гали. На 20 юли 2018 г. излиза сингълът Pablo в сътрудничество с ямайския продуцент Rvssian.
На 7 декември излиза преиздаването на Rockstar с подзаглавие Popstar Edition, включващо втори диск с ремикси и неиздавани песни като Popstar, Uh Ah Hey и Happy Birthday (последният издаден като сингъл). Няколко часа след това Сфера Ебаста има концерт в нощния клуб Лантерна Адзура в Кориналдо. Малко преди концерта обаче в претъпканата дискотека се създава паника, която води до смъртта на шест души (5 непълнолетни и една майка), стъпкани от тълпата, както и множество ранени. През март 2019 г., в отговор на обвиненията и критиките, отправени към музиканта след трагедията, рапърът пуска непубликуваната Mademoiselle.
На 1 юни 2019 г. музикантът е обявен за член на журито на 13-то издание на шоуто за таланти X Factor заедно с Малика Аян, Мара Майонки и Самуел. На 31 октомври излиза албумът Persona на Маракеш, в която Сфера Ебаста се появява в Supreme – L'ego заедно с Та Сюприйм. На 28 ноември излиза сингълът Soldi in nero, направен с Шива.

### Сътрудничество и албумиFamosoиItaliano(2020 – 2021)
На 22 май 2020 г. италианският рапър ДрефГолд издава втория си албум Elo, в който Сфера Ебаста се появява в сингъла Elegante. На 5 юни излиза сингълът Miami – резултат от сътрудничеството му с американския рапър Рони Джей и аржентинския рапър Дуки. Седмица по-късно идва ред на сингъла M'Manc, записан с продуцента Шабло и рапъра Джеолиер. На 26 юни италианският рапър Гуе Пекеньо издава седмия си албум Mr. Fini, в който Сфера Ебаста пее в дует в парчето Immortale („Безсмъртен“). Сингълът Dorado на Махмуд излиза на 10 юли в сътрудничество със Сфера Ебаста и колумбийския рапър Фейд. На 11 септември 2020 г. излиза Padre figlio e spirito – вторият студиен албум на трап групата FSK Satellite, където Сфера Ебаста се появява в парчето Soldi sulla carta („Пари в картата“).
В началото на октомври 2020 г. Сфера пуска тийзър, целящ да обяви третия му студиен албум. На 13 октомври той обявява заглавието на албума: Famoso и свързания с него списък с песни, включващ няколко сътрудничества, включително такива с Офсет, Фютчър, Стив Аоки, Дипло и Джей Балвин. Публикуването на проекта е насрочено за 20 ноември 2020 г. Успоредно с музикалния проект, изключително по Prime Video, излиза едноименният документален филм, който показва някои анекдоти от неговото музикално израстване и създаването на новия албум.
На 19 ноември 2020 г. кметът на Чинизело Балсамо Джакомо Гиларди временно посвещава градския площад на рапъра, като поставя плоча с логото на Spotify пред Културния център Пертини – район, посещаван от местни младежи, за популяризиране на албума. На 18 декември 2020 г. излиза повторно издание на албума с добавянето на едноименното парче Famoso, поставено като начална песен на диска; второ преиздаване е на 12 февруари с добавянето на Tik Tok RMX в сътрудничество с Паки и Джеолиер.
През 2020 г. по Прайм Видео на Амазон излиза документалният филм Famoso („Известен“), който разказва за живота на музиканта и за историята на диска Famo$o.
През 2021 г. рапърът си сътрудничи с различни изпълнители, за да създаде песни, имащи особен успех на национално ниво: с Лус енд дъ Яакуза за Je ne sais pas, с Еркоми за Nuovo Range, с Бланко за Mi fai mazzire („Подлудяваш ме“) и с Мадам за Tu mi hai capito („Ти ме разбра“).
През 2022 г. е номиниран за награда „Ло Нуестро“ благодарение на сингъла Mambo и издава миниалбума Italiano („Италианец“) от пет песни, всички създадени в сътрудничество с Rvssian. През лятото участва в песните Siri на Thasup (с Лаца) и Téléphone на Буба.
На 23 юни 2023 г. излиза Bon ton на Дрилионер, в който участват самият рапър, Бланко, Лаца и Микеланджело. Сингълът постига добър успех, като дебютира директно на върха на Топ синглите на Италия.

### АлбумX2VR(2023)
На 13 ноември 2023 г., по случай безплатното събитие $€ Special Night, проведено в Алианц Клауд в Милано, е официално издаден петия албум на рапъра X2VR, разпространен четири дни по-късно. Заглавието представлява продължение на XDVR – албум, записан с Чарли Чарлз през 2015 г. За разлика от случилото се в миналото, сътрудничествата, присъстващи в някои от песните, включват изключително италиански изпълнители.

## Противоречия
През януари 2019 г. срещу Сфера Ебаста е започнато разследване за „подбуждане към употребата на наркотици“ от прокуратурата в град Пескара след жалба от сенаторите Лучо Малан и Масимо Малени от дясноцентристката партия „Форца Италия“.
През 2019 г. шест души загиват, смазани от тълпата, докато се опитват да избягат от мястото, където е насрочен концертът му, на който той не се появява. От този ден обаче рапърът има татуирани 6 звезди на главата в памет на жертвите.

## Личен живот
Освен по музиката рапърът се увлича по татуировките и модата. Той има много татуировки, сред които символите на еврото и долара, татуирани на слепоочието му. „Това е моето лого“, каза той пред сп. „Венити Феър“, „Винаги съм имал пари в ума си. Сред плановете му, ако опитът му в музикалния свят приключи, е да отвори магазин за татуировки“.
Сфера заявява в интервю, че идеалната му приятелка е чужденка, не е в социалните мрежи и е непозната на общественото мнение. Въпреки това, след като се среща с Тейлър Мега, през 2019 г. той започва връзка с настоящата си приятелка Анджелина Лакур (род. на 31 май 1995 г.) – известен аржентински модел и Инстаграм инфлуенсърка. На 22 юни 2022 г. се ражда синът им Габриел Боскети Фиол.

## Дискография

### Студийни албуми
- 2015 – XDVR (c Чарли Чарлз)
- 2016 – Sfera Ebbasta
- 2018 – Rockstar
- 2020 – Famoso
- 2023 – X2VR

### Миниалбуми
- 2022 – Italiano (с Rvssian)

## Музикални видеоклипове
Като основен изпълнител
- 2014 – Nagasaki (ft. Капо Плаза и Пепе Сокс)
- 2014 – Tasche piene
- 2014 – Siamo in 23
- 2014 – Maleducati (ft. Капо Плаза и Пепе Сокс)
- 2015 – XDVR
- 2015 – Mercedes Nero (ft. Тедуа и Ици)
- 2015 – Zero
- 2015 – Panette
- 2015 – OGNT
- 2015 – Tutti Scemi
- 2015 – Brutti Sogni
- 2016 – Ragazzi del blocco (ft. Акиле Лауро)
- 2016 – No Champagne
- 2016 – Ciny
- 2016 – XDVRMX (ft. Люшè и Маракеш)
- 2016 – Blunt & Sprite
- 2016 – BRNBQ
- 2017 – Figli Di Papà
- 2017 – BHMG
- 2017 – Visiera a becco
- 2017 – Bang Bang
- 2017 – Notti
- 2017 – Dexter
- 2017 – Tran Tran
- 2019 – Happy Birthday
- 2021 – Macarena (ft. Офсет)
- 2021 – Bottiglie Privè
- 2021 – Baby (с Джей Балвин)
- 2021 – Tik Tok Rmx (ft. Маракеш, Гуе Пекеньо, Паки и Джеолиер)
- 2021 – Mi fai impazzire (с Бланко)
- 2021 – Triste (ft. Фейд)
- 2022 – Italiano Anthem (с Rvssian)
- 2022 – Mamma mia (с Rvssian)
- 2022 – Easy (с Rvssian ft. Фивио Форин)
- 2022 – Sola (с Rvssian ft. Майк Тауърс)
- 2023 – Orange (с Лучано)
- 2023 – Capitán (с Rvfv и Анита)

Като гост изпълнител
- 2014 – Savoir Fare (Маруего ft. Сфера Ебаста)
- 2014 – Tutti i giorni (Капо Плаза ft. Сфера Ебаста)
- 2015 – Cavallini (Дарк Поло Генг ft. Сфера Ебаста)
- 2016 – Sobrio (Ици ft. Сфера Ебаста)
- 2016 – Scooteroni RMX (Маракеш и Гуе Пекеньо ft. Сфера Ебаста)
- 2016 – Cartine Cartier (SCH ft. Сфера Ебаста)
- 2016 – Lingerie (Тедуа ft. Сфера Ебаста)
- 2016 – Fiori del male (Дарк Поло Генг ft. Сфера Ебаста)
- 2017 – Hypebae (Quebonafide ft. Сфера Ебаста)
- 2017 – Bimbi (Чарли Чарлз ft. Ици, Еркоми, Сфера Ебаста, Тедуа и Гали)
- 2017 – Lamborghini RMX (Гуе Пекеньо ft. Сфера Ебаста и Елетра Ламборгини)
- 2017 – Ballin in Fendi (Dexter Reggie ft. Феймъс Декс и Сфера Ебаста)
- 2017 – Tutto apposto (Ици ft. Сфера Ебаста)
- 2017 – Daddy (Койот Ло Бастард ft. Сфера Ебаста и Лето)
- 2018 – Tesla (Капо Плаза ft. Сфера Ебаста и ДрефГолд)
- 2018 – Fuckn It Up (Hypno Carlito и Сфера Ебаста)
- 2019 – Calipso (Чарли Чарлз с Дардъст ft. Сфера Ебаста, Махмуд и Фабри Фибра)
- 2019 – Soldi in nero (Шива ft. Сфера Ебаста)
- 2019 – Pablo (Rvssian ft. Сфера Ебаста)
- 2020 – Supreme - L'ego (Маракеш ft. Та Суприйм и Сфера Ебаста)
- 2020 – Gigolò (Лаца ft. Сфера Ебаста и Капо Плаза)
- 2020 – Miami (Ronny J ft. Сфера Ебаста и Дуки)
- 2020 – Elegante (ДрефГолд ft. Сфера Ебаста)
- 2020 – Dorado (Махмуд ft. Сфера Ебаста и Фейд)
- 2020 – M'Manc (Шабло, Джеолиер и Сфера Ебаста)
- 2021 – Mambo (Стив Аоки & Уили Уилям ft. Шон Пол, Ел Алфа, Сфера Ебаста и Play-N-Skillz)
- 2021 – Je ne sais pas (Lous and the Yakuza ft. Сфера Ебаста и Шабло)
- 2022 – Siri (Thasup feat. Лаца и Сфера Ебаста)
- 2023 – Bon ton (с Дрилионер, Лаца и Бланко ft. Сфера Ебаста и Микеланджело)

## Филми
- Famoso, реж. Пепси Романоф (2020)
- Autumn Beat, реж. Антонио Дикеле Дистефано (2022)

## Телевизия
- Matrix Chiambretti (Canale 5, 2016)
- X Factor Italia (Sky Uno, 2019)